# 존 클라우저
존 프랜시스 클라우저(영어: John Francis Clauser, 1942년 12월 1일 ~ )는 미국의 이론·실험 물리학자이다. 2022년에 양자기술의 핵심 원리를 증명한 공로로 알랭 아스페, 안톤 차일링거와 함께 노벨 물리학상을 공동 수상했다.

## 수상 경력
- 2010년 : 울프 물리학상
- 2022년 : 노벨 물리학상